# Ahsoka Tano
Ahsoka Tano é uma personagem fictícia da franquia Star Wars, introduzida como padawan do Cavaleiro Jedi Anakin Skywalker na série animada The Clone Wars.
Ahsoka reaparece como personagem guia dos protagonistas na segunda temporada da série Star Wars Rebels, com o codinome "Fulcrum", além de ser protagonista de seu próprio livro, Ahsoka, lançado em 2016, que se passa entre os eventos das duas séries. Sua primeira aparição em live-action se deu em The Mandalorian (2019), interpretada por Rosario Dawson. Dawson reprisou o papel em The Book of Boba Fett (2021) e como protagonista da série televisiva própria Ahsoka (2023).
Inicialmente a personagem recebeu duras críticas dos fãs quando teve sua primeira aparição no filme animado Star Wars: The Clone Wars (2008), dirigido por Dave Filoni. Com o passar do tempo, tornou-se um dos personagens favoritos dos fãs da franquia, considerada complexa, bem construída e, uma das personagens femininas mais fortes da saga.

## História

### The Clone Wars(2008)
Foi descoberta quanto tinha apenas três anos de idade pelo Mestre Jedi Plo Koon ao fazer uma visita ao seu planeta natal Shili sendo mais tarde aceita na Ordem Jedi.
Ahsoka é mandada como mensageira do Mestre Yoda para Obi Wan Kenobi e o recém graduado Cavaleiro Jedi Anakin Skywalker presos em uma batalha contra a Aliança Separatista na superfície do planeta Christophis, ambos generais do Grande Exército da República. Ao chegar ambos os Jedi descobrem que eles devem retornar a Coruscant para uma missão urgente da Ordem.
Ao conversarem, Anakin descobre que ela foi mandada para ser a sua aprendiz Padawan. O Jedi inicialmente é contrário e não deseja treinar uma aprendiz, mas ele aceita e acaba sendo o mestre dela durante os próximos anos da guerra contra a Confederação dos Sistemas Independentes.

### Star Wars: Clone Wars(2008)
Durante os três anos da guerra entre a República Galáctica e a Confederação dos Sistemas Independentes, a jovem Ahsoka, dos catorze aos dezesseis anos, é treinada por Anakin Skywalker. Durante as guerras ela se torna comandante da 501ª legião do Grande Exército da República.
No exército da República, Ahsoka se aproxima do Capitão da Legião, Rex (CT-7567), um oficial leal ao seu general, Anakin Skywalker e que é tratado como um amigo para a dupla de mestre e aprendiz.
Como era "respondona" seu mestre a apelidou de "abusada". Como o seu mestre, ficou conhecida por ser agressiva, rebelde e não ser totalmente de acordo com os preceitos e as ordens do Conselho Jedi

### Star Wars: Ahsoka(2016)
Após o término da guerra dos clones e a ascensão do Império Galáctico, foragida, Ahsoka adota o nome de Ashla, fugindo de planeta a planeta tentando escapar da tirania do império. Sem seus antigos sabres de luz, a sobrevivente escapa dos inquisidores imperiais enquanto procura uma forma de poder ajudar os cidadãos da galáxia que vivem sob a nova tirania.

### Star Wars Rebels(2014)
Ahsoka se torna uma guia para a tripulação de protagonistas da série. Com o codinome Fulcrum, ela organiza a rebelião enquanto atua nas sombras para poder estabelecer um movimento contra o Império Galáctico e a favor da instauração de uma nova República Galáctica.
Perseguida por seu antigo mestre, agora o Lorde Sith Darth Vader, servo principal do Imperador Palpatine que deseja aniquilar os remanescentes da Ordem Jedi e apoiadores da rebelião.

### The Mandalorian(2020)
Estreou na versão live-action, na série The Mandalorian. Com 42 anos, Ahsoka continua atuando como uma Jedi vigilante, vagando pela Galáxia ajudando as pessoas e se tornar o que ela acha que os Jedi deveriam ser em uma base individual, longe da política oficial da Ordem.

### O Livro de Boba Fett(2023)
Em um episódio de O Livro de Boba Fett, Ahsoka recebe, junto de R2-D2, Din Djarin no planeta onde Luke Skywalker tenta treinar Grogu, impedindo o Mandaloriano de visitar seu antigo protegido mas encaminhando para Grogu uma cota de malha que ele havia deixado.

### Ahsoka(2023)
Na série centrada na personagem, Ahsoka se junta a sua antiga aprendiz Sabine Wren e à general Hera Syndulla para localizar um oficial imperial desaparecido, Grande Almirante Thrawn.

### The Rise of Skywalker(2019)
Em sua batalha final contra Darth Sidious, a personagem Rey escuta vozes de vários Jedi que já apareceram na franquia para ajudá-la, Ahsoka é uma dessas vozes que a guia naquele momento.

## Dublagem, dublê e atriz
Durante as animações Star Wars The Clone Wars, Star Wars Rebels e Forces of Destiny, a dubladora Ashley Drane foi a responsável por dar voz à personagem, reaparecendo mais uma vez durante o filme The Rise of Skywalker em 2019.
No início de 2017, Rosario Dawson divulgou que estava interessada em interpretar a personagem em uma versão em live action, contando assim com apoio dos fãs. sendo que ao final de 2020 a personagem foi confirmada na série The Mandalorian fazendo sua primeira aparição em uma versão interpretada por uma atriz real no episódio "Chapter 13: The Jedi" lançado na plataforma de streaming Disney+ em 27 de novembro de 2020.
Durante a última temporada da série Star Wars: The Clone Wars produzida pelo Disney+, a dublê Lauren Mary Kim foi a dublê responsável pelas capturas de movimento para servir de base para a animação que resultaria na luta de Ahsoka contra o renegado lorde Sith Darth Maul.